# Вовчинецький пагорб

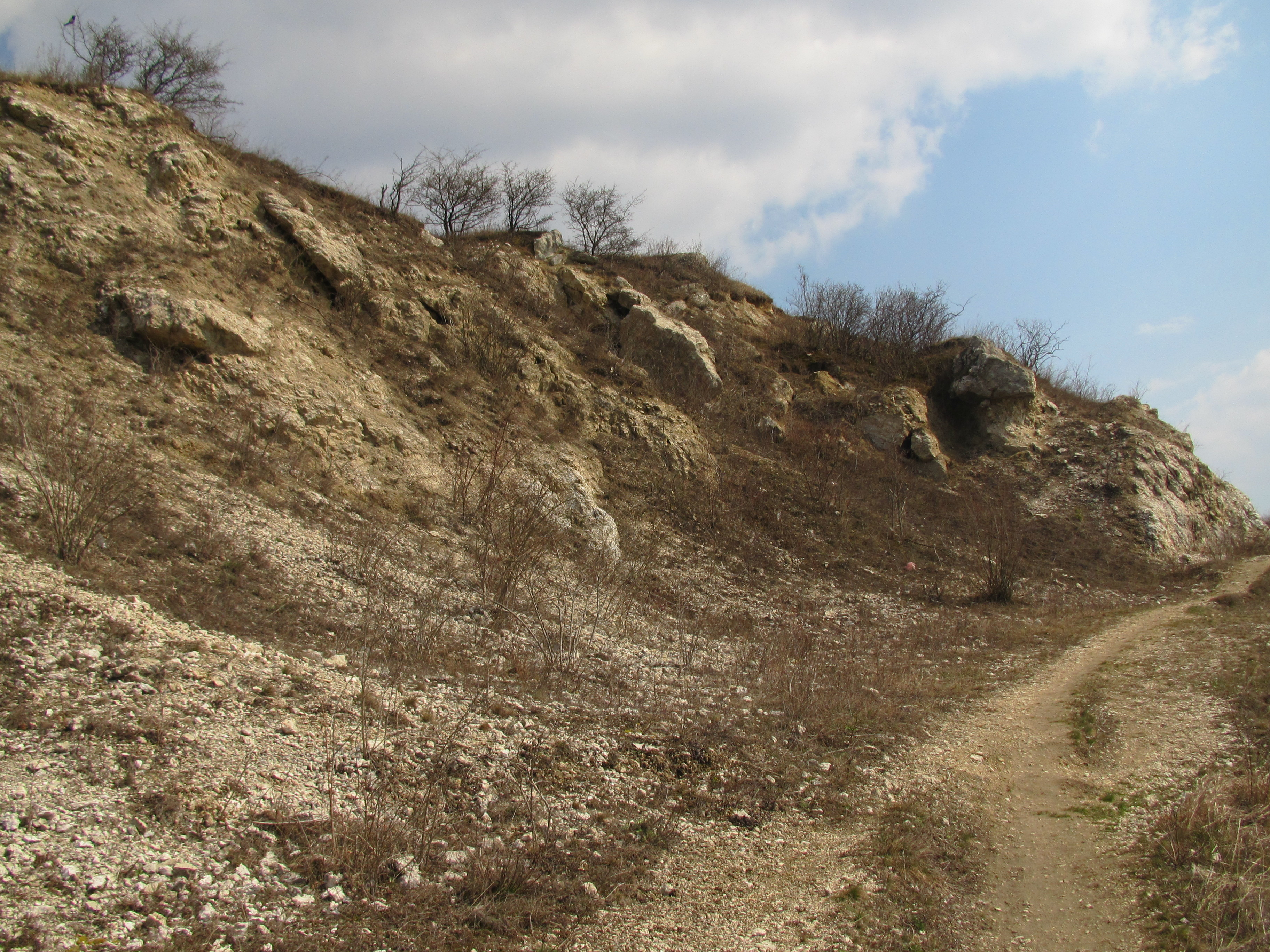
Вовчинецький пагорб

Вовчинецький пагорб — частина Покутської височини, що сягає 300—350 м над р. м, з похилими схилами та плоскою поверхнею. Займає площу в 30 га. Розташований на північному сході від обласного центру — міста Івано-Франківська, біля села Вовчинець.

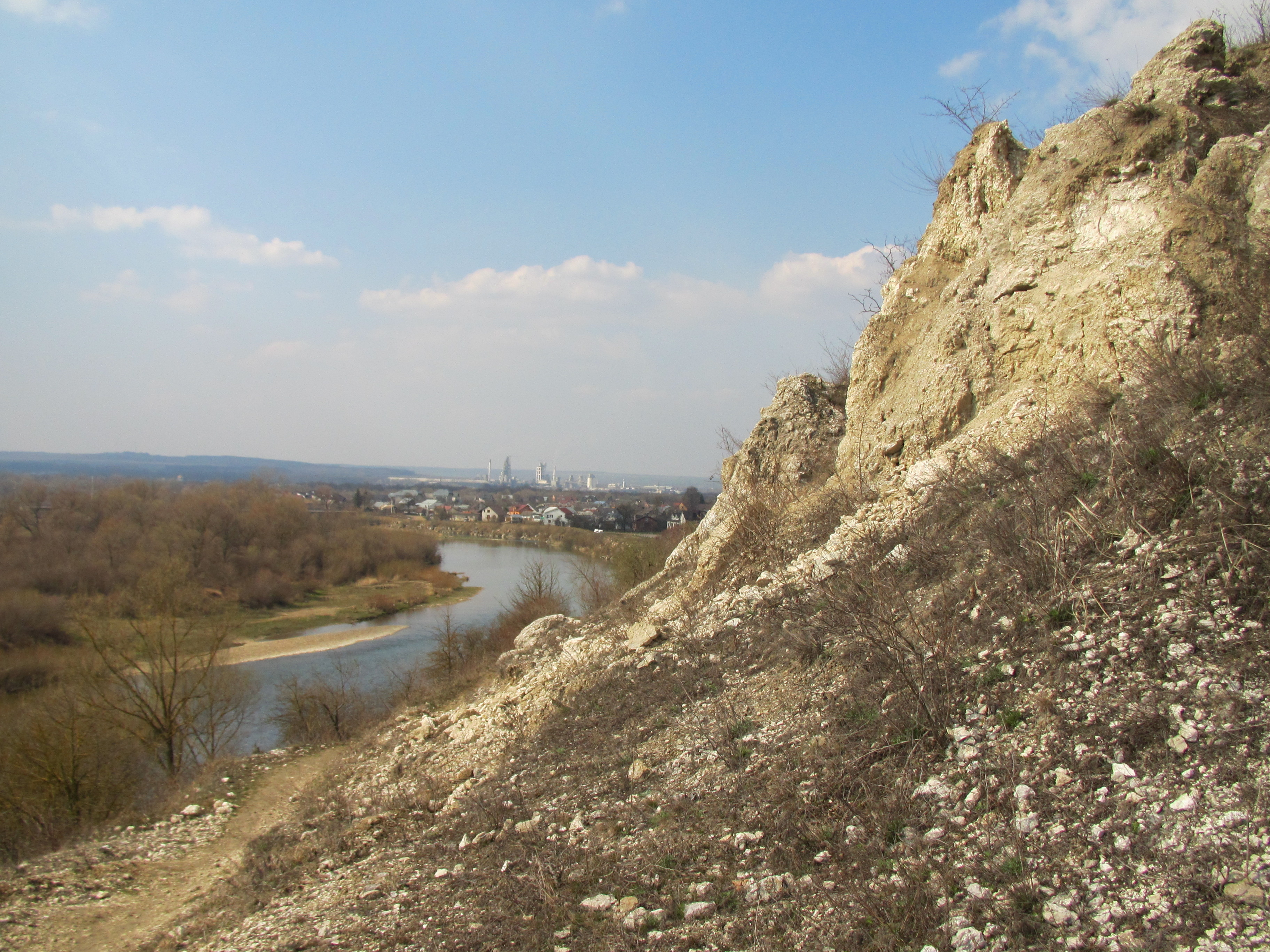
Вовчинецький пагорб

## Географічне розташування
З боку Івано-Франківська при підніжжі пагорба розташовані села: Підлужжя, Вовчинець, Клузів, Ямниця; а також річки: Ворона, Бистриця Надвірнянська, Бистриця. Річка Бистриця омиває пагорб із західної та північної сторони. 
На вершині Вовчинецького пагорба розташовані села: Колодіївка, Добровляни.

## Природа
Комплексна пам'ятка природи місцевого значення «Вовчинецькі гори». являють собою систему горбів з цікавими відслоненнями, вкритими розмаїтою лучно-степовою рослинністю. Серед рослинності трапляються такі цінні лікарські рослини як шавлія лучна, первоцвіт весняний, а також види рослин, що занесені до Червоної книги, зокрема — лілія лісова, пальчатокорінник травневий та ін.

## Народні назви
- Вовчинецькі гори (с. Вовчинець)
- Стінка (с. Клузів, с. Ямниця)